# Seznam hvězd v souhvězdí Orla
Toto je seznam hvězd v souhvězdí Orla (Aquila). Hvězdy jsou seřazeny podle zdánlivé hvězdné velikosti.